# Pierre II d'Urfé
 (juin 2021).
Si vous disposez d'ouvrages ou d'articles de référence ou si vous connaissez des sites web de qualité traitant du thème abordé ici, merci de compléter l'article en donnant les références utiles à sa vérifiabilité et en les liant à la section « Notes et références ».
Pierre II d'Urfé, né vers 1430 et mort en 1508 probablement à la Bastie, est un militaire et diplomate français de la fin du Moyen-Âge. Il s'est notamment distingué pendant les premières guerres d'Italie sous le règne de Charles VIII.

## Biographie
Dès son plus jeune âge, il fut attaché à la cour de Charles de France, duc de Berry, puis de Normandie, de Guyenne, puis rejoint, en 1465, Charles le Téméraire, alors comte de Charolais et duc de Bourgogne deux ans plus tard. 
Ce dernier l'envoie en ambassade, notamment auprès du duc de Guyenne. À la mort du duc de Bourgogne en 1477, il part combattre les Turcs dans la péninsule balkanique, puis se met au service de François II, duc de Bretagne qui l'envoie en 1480 auprès du pape Sixte IV. Il passe ensuite au service de Pierre II de Beaujeu, duc de Bourbon et comte de Forez, marié à Anne de France, sœur du roi Charles VIII, ce qui lui permet de rentrer en grâce auprès de ce dernier en 1483. Il est alors nommé grand écuyer de France, puis conseiller privé du roi. Il prête serment en 1484 et devient sénéchal de Beaucaire.
Il part combattre en Flandre en 1486, mais est capturé. À sa libération, il devient bailli du Forez, puis mène avec succès les négociations qui aboutirent en 1491 au mariage entre le roi Charles VIII et la duchesse Anne de Bretagne. 
Après la mort de Charles VIII et l'avènement de Louis XII, et le mariage de ce dernier avec Anne de Bretagne, il doit s'exiler pour des raisons mal connues et rejoint la cour du roi Ferdinand II le Catholique, roi d'Aragon. L'intervention du pape Alexandre VI lui permet, en 1503, d'être pardonné par le roi et de revenir en France.

## Mariage et descendance
Il a d'abord épousé le 4 décembre 1487 Catherine de Polignac († 1493).
Veuf, il s'est remarié le 4 octobre 1495 avec Antoinette de Beauvau († 1539 ; fille de Pierre II de Beauvau-Craon de Manonville et de Marguerite de Montb(e)ron, fille du prince de Mortagne Guichard de Montberon), qui a donné naissance à : 
- Claude (1501 † 1558)